# Vasilij Ruděnkov
Vasilij Vasiljevič Ruděnkov (rusky Василий Васильевич Руденков; 3. května 1931 Žlobin – 2. listopadu 1982 (ve věku 51 let) byl sovětský atlet, olympijský vítěz v hodu kladivem.
V roce 1959 vytvořil evropský rekord v hodu kladivem 67,92 m. O rok později na olympiádě v Římě nejdříve v kvalifikaci zlepšil olympijský rekord na 67,03 m a ve finále ho zlepšil o dalších 7 centimetrů a zvítězil. Jeho osobní rekord 68,94 m pochází z roku 1962. Po skončení sportovní kariéry pracoval jako trenér.